# Ореанда (яхта)
«Ориа́нда» или «Ореа́нда» — парусная яхта Черноморского флота Российской империи, победитель гонок Санкт-Петербургского императорского яхт-клуба 1848 года. Находилась в составе флота с 1837 по 1839 год, использовалась в качестве учебного, крейсерского и брандвахтенного судна, совершила плавания вокруг Европы с Чёрного до Балтийского морей и обратно, во время Крымской войны находилась в Николаеве и не пострадала. По окончании службы была продана на слом.

## Описание судна
Одномачтовая парусная яхта с деревянным корпусом и парусным вооружением тендера, длина судна составляла 27,7 метра, ширина — 7,6 метра, осадка — 3,7 метра и глубина интрюма — 3,1 метра. Вооружение судна по сведениям из различных источников могло состоять от шести до десяти 8-фунтовых чугунных карронад. Экипаж судна состоял из 30 человек.
Наименование яхты было связано с имением на южном берегу Крыма в районе Ялты, которым начиная с 1836 года владела императорская семья.
- Чертёж яхты «Арандель», по которму строилась «Ориадна»
- Чертёж рангоута и парусов яхты «Орианда»
- Чертёж рангоута и парусов тендера

## История службы
Яхта «Орианда» была заложена на стапеле Николаевского адмиралтейства 15 (27) июля 1836 года и после спуска на воду 29 мая (10 июня) 1837 года вошла в состав Черноморского флота России. Строительство вёл корабельный мастер капитан А. С. Акимов.
В кампании 1834 по 1836 год совершала плавания между черноморскими портами. В 1838 и 1839 годах выходила в крейсерские плавания к берегам Абхазии, при этом 3 (15) мая 1839 года в составе эскадры вице-адмирала М. П. Лазарева принимала участие в высадке десантов, занявших местечки Субаши и Шахо. В 1839 году также в плавании от Николаева до Одессы проводились сравнительные испытания ходовых характеристик яхты с характеристиками брига «Фемистокл». В кампанию 1840 года ходила между портами Чёрного и Азовского морей.
С 1841 по 1845 год в составе эскадр кораблей Черноморского флота находилась в практических плаваниях в Чёрное море. В кампании 1846 и 1847 годов совершала плавания по Бугу и Днепровскому лиману.
20 апреля (2 мая) 1848 года отправилась из Николаева вокруг Европы на Балтику и, посетив 25 июня (7 июля) и 26 июня (8 июля) Лиссабон, а с 11 (23) по 18 (30) июля Портсмут, 8 (20) августа 1848 года пришла Кронштадт. 13 (25) августа 1848 года выиграла гонку Санкт-Петербургского яхт-клуба на 32 мили, получив императорский приз. В соревнованиях участвовало 11 яхт: пять тендеров и шесть шхун, судейским кораблем гонок был фрегат «Паллада». Вот как описывал гонку в своей книге В. К. Истомин:
Гонка была назначена на тринадцатое августа. Погода была тихая, ветер самый умеренный. Уже в самом начале гонки ясно обозначились преимущества многих балтийских яхт перед «Ориандою», которая и по устарелой конструкции, и по невыгодности положения вскоре оказалась позади всех. На «Орианде» были приняты все меры, чтобы воспользоваться каждой случайностью, всё было рассчитано с целью облегчения успеха: матросы лежали на палубе, чтобы меньше парусило, у рулевого даже были подвязаны уши платком, чтобы ничем не отвлекаться. Гонка шла довольно медленно, как вдруг с юга стали надвигаться тучи и набежал шквал. На яхтах стали убирать паруса… Только этой случайности и ожидал Унковский. Рискуя перевернуться с яхтой, он не только не убрал парусов, под которыми шёл, но почти мгновенно, благодаря превосходной команде, прибавил столько парусов, сколько было возможно. «Орианда» понеслась как птица. Яхта за яхтою оставались позади… Ровно в семь часов вечера «Орианда» бросила якорь у маячного судна — фрегата «Паллада», оставив далеко за собою всех состязавшихся. Иван Семёнович говорил всегда, что это была лучшая минута в его жизни.
«Орианда» удостоилась посещения императора Николая I, который поздравил командира яхты И. С. Унковского и вручил ему «высочайший приз» — позолоченный серебряный ковш, украшенный драгоценными камнями с надписью «Преуспевшему в морских гонках 14 августа 1848 г.», а яхте было присвоено имя «императорская». Сам И. С. Унковский высочайшим указом был произведён в капитан-лейтенанты и награждён полугодовым окладом жалования.
4 (16) сентября 1848 года «Орианда» покинула Кронштадт и взяла обратный курс в Чёрное море. На обратном пути яхта посетила Копенгаген и Плимут, находясь в Атлантическом океане, на параллели Лиссабона выдержала сильный шторм, после чего заходила в Кадис и 10 (22) марта 1849 года пришла в Севастополь. В том же году вновь выходила в плавания по Бугу и Днепровскому лиману.
В кампанию 1852 года в составе эскадры кораблей Черноморского флота принимала участие в практическом плавании в Чёрное море, а также ходила между черноморскими портами. В течение 1853 года находилась в Очакове, а в кампании 1854 и 1855 годов — в Николаеве.
В 1856 году совершала плавания по Чёрному морю вдоль берегов Крыма, в кампанию следующего 1857 года — по Днепровскому лиману и Бугу. В 1858 году несла брандвахтенную службу на рейде в Очакове. По окончании службы в 1859 году яхта «Орианда» была продана на слом.

## Командиры судна
Командирами яхты «Орианда» в составе Российского императорского флота в разное время служили:
| Время службы                                      | Звание            | Имя и фамилия     | Комментарий | Прим.         |
| ------------------------------------------------- | ----------------- | ----------------- | --- | ------------- |
| 1834—1836 годы                                    | лейтенант         | Е. М. Богданов    | В составе гвардейского экипажа командовал яхтой в плаваниях по черноморским портам. До этого на Балтике служил на кораблях «Сысой Великий» и «Фершампенуаз», а также бриге «Улисс» ходил из Кронштадта на Мальту. На чёрном море служил на корабле «Память Ефстафия» и люгере «Глубокий», а также выполнял функции адъютанта вице-адмирала М. П. Лазарева. После командования яхтой ушёл в отпуск по болезни с последующим увольнением в звании капитан-лейтенанта. | [ 6 ]         |
| с 1838 года до мая 1840 года                      | лейтенант         | Р. К. Скаловский  | Командовал яхтой во время занятия местечек Субаши и Шахо, а также в плаваниях по Чёрному и Азовскому морям. До этого на кораблях «Пармен» и «Париж» принимал участие в русско-турецкой войны 1828—1829 годов на средиземноморском театре. Служил на бриге «Аякс», фрегатах «Анна» и «Белонна», кораблях «Полтава», «Лейпциг» и «Силистрия», в 1832 году участвовал в Лепантском сражении. После командования яхтой ходил на пароходе «Ладога», состоял редактором журнала «Морской Сборник», служил членом и членом-корреспондентом морского учёного комитета, помощником начальника адмиралтейских ижорских заводов, членом пароходного комитета, членом кораблестроительного технического комитета. В 1860 году уволен со службы в звании генерал-майора. | [ 18 ]        |
| с мая 1840 года по 1845 год                       | лейтенант         | А. Е. Данилевский | Командовал яхтой во время плаваний в Чёрном море. До этого служил на бриге «Мингрелия», яхте «Резвая», фрегатах «Спешный», «Архипелаг» и «Бургас», кораблях «Норд Адлер», «Император Франц», «Бородино» и «Силистрия». После командования яхтой также командовал шхуной «Ласточка», бригами «Аргонавт» и «Неарк», пароходом «Могучий», транспортом «Соча». Во время Крымской войны командовал пароходом «Боец» в Керчи и во время боев с турками, а также принимал участие в обороне Севастополя. В 1862 году перешел на службу на коммерческие суда, а в 1868 году уволен в звании контр-адмирала. | [ 19 ]        |
| c 1846 года до 30 августа (11 сентября) 1848 года | лейтенант         | И. С. Унковский   | Командовал яхтой во время перехода с Чёрного на Балтийское море вокруг Европы, участия в императорских гонках и обратного перехода, а также в плаваниях по Чёрному морю, Бугу и Днепровскому лиману. До этого служил на бригах «Казарский» и «Персей», пароходофрегате «Громоносец» и адъютантом главного командира Черноморского флота. После командования яхтой также командовал бригом «Эней», фрегатами «Паллада» и «Аскольд», служил начальником штаба соединённых эскадр у японских берегов, ярославским военным губернатором и управляющим московским Николаевским сиротским институтом и училищами. Завершил службу в звании адмирала. | [ 20 ] [ 10 ] |
| c 30 августа (11 сентября) 1848 года до 1849 года | капитан-лейтенант | И. С. Унковский   | Командовал яхтой во время перехода с Чёрного на Балтийское море вокруг Европы, участия в императорских гонках и обратного перехода, а также в плаваниях по Чёрному морю, Бугу и Днепровскому лиману. До этого служил на бригах «Казарский» и «Персей», пароходофрегате «Громоносец» и адъютантом главного командира Черноморского флота. После командования яхтой также командовал бригом «Эней», фрегатами «Паллада» и «Аскольд», служил начальником штаба соединённых эскадр у японских берегов, ярославским военным губернатором и управляющим московским Николаевским сиротским институтом и училищами. Завершил службу в звании адмирала. | [ 20 ] [ 10 ] |
| 1852 год                                          | лейтенант         | А. Н. Андреев     | Командовал яхтой во время плаваний в Чёрном море. До этого служил на шхуне «Ласточка», транспортах «Гагра» и «Соча», бриге «Эндимион» фрегате «Ольга», кораблях «Император Павел I» и «Три Святителя». После командования яхтой также командовал тендером «Поспешный», фрегатом «Александр Невский», во время обороны Севастополя в Крымскую войну командовал батареей № 10, служил на корабле «Цесаревич», а также командиром 5-го флотского экипажа, младшим флагманом Балтийского флота, капитаном над Санкт-Петербургским портом и главным командиром того же порта. Закончил службу в звании вице-адмирала. | [ 21 ]        |
| 1853 год                                          | лейтенант         | Д. В. Ильинский   | Командовал яхтой в Очакове. До этого служил на бриге «Персей», фрегатах «Диана», «Коварна» и «Кулевчи», кораблях «Силистрия», «Константин», «Кацбах» и «Двенадцать апостолов». После командования яхтой во время Крымской войны находился в гарнизоне Севастополя и участвовал в его обороне, служил исправляющим обязанности инспектора казённых училищ московского учебного округа и инспектором студентов Московского университета. В 1860 году ушёл в отставку в звании капитана 1-го ранга. | [ 22 ]        |
| 1855 год                                          | лейтенант         | А. С. Стройников  | Командовал яхтой в Николаеве. До этого служил на бриге «Нестор», транспорте «Рион», фрегатах «Екатерина», «Флора» и «Мидия», пароходе «Силач», кораблях «Память Ефстафия», «Арсис», «Три Святителя», «Трёх Иерархов», «Ягудиил» и «Париж», принимал участие в захвате Псезуапе и Туапсе. После командования яхтой служил на бриге «Ахиллес», командовал транспортом «Килия» и корветом «Волк». Закончил службу в 1882 году в звании контр-адмирала. | [ 23 ]        |
| 1856 год                                          | лейтенант         | А. В. Фельдгаузен | Командовал яхтой в плаваниях в акватории Чёрного моря. До этого служил на транспорте «Кубань», бриге «Птолемей», корвете «Каллипсо», пароходофрегате «Бессарабия», кораблях «Ягудиил», «Святослав», «Императрица Мария» и «Двенадцать Апостолов», принимал участие в обороне Севастополя. После командования яхтой также командовал тендером «Поспешный», винтовой лодкой «Комар», служил на коммерческих судах, командиром Сибирского экипажа, главным командиром портов Восточного океана и военным губернатором. Закончил службу в 1887 году в звании вице-адмирала. | [ 24 ]        |
| 1857 год                                          | лейтенант         | Н. И. Ильин       | Командовал яхтой в плаваниях в акватории Чёрного моря. До этого служил на тендере «Поспешный», бомбардирском корабле «Перун», бриге «Эней», фрегате «Цесаревич», пароходофрегатах «Бессарабия», «Громоносец» и «Херсонес», линейном корабле «Париж», командовал винтовой лодкой «Выстрел» и принимал участие в обороне Севастополя. После командования яхтой неоднократно находился в заграничных командировках, служил помощником директора черноморских и азовских маяков, членом строительного отделения морского технического комитета и заведующим инвалидными хуторами в Крыму. Завершил службу в звании капитана 1-го ранга. | [ 25 ]        |
| 1858 год                                          | лейтенанты        | Е. Г. Банков      | Командовал яхтой во время несения брандвахтенной службы в Очакове. До этого служил на корветах «Пендераклия» и «Калипсо», шхуне «Смелая», фрегатах «Браилов», «Ольга» и «Король Нидерландский», транспорте «Америка», линейных кораблях «Силистрия» и «Великий князь Константин», командовал пароходом «Пётр Великий» и принимал участие в обороне Севастополя. После командования яхтой также командовал шхунами «Аю-Даг», «Дон» и «Богатырь», служил флаг-капитаном на корвете «Сокол». Завершил службу в 1877 году в звании контр-адмирала. | [ 26 ]        |

### Комментарии
1. ↑  90 футов 10 дюймов[1].
2. ↑  24 фута 10 дюймов[1].
3. ↑  В «Общем морском списке» также упоминается командование яхтой в кампанию 1839 года во время сравнения её ходовых характеристик с характеристиками брига «Фемистокл»[7].